# Jardins Liciniani
 (juin 2023).
Si vous disposez d'ouvrages ou d'articles de référence ou si vous connaissez des sites web de qualité traitant du thème abordé ici, merci de compléter l'article en donnant les références utiles à sa vérifiabilité et en les liant à la section « Notes et références ».
Les Jardins Liciniani (en italien : Horti Liciniani) étaient des jardins situés à Rome sur la colline de l'Esquilin, entre la Via Labicana et la Via Praenaestina et accolés au Mur d'Aurélien. Initialement utilisée comme résidence impériale romaine, elle devint par la suite un jardin.

## Histoire
Les jardins prirent le nom de la gens Licinii, famille plébéienne importante de l'Histoire romaine. Au IIIe siècle, les jardins furent en la possession de l'empereur Licinius Gallienus, qui les fit communiquer avec les Jardins Tauriani qui se trouvaient à côté. L'Empereur fit aussi construire, à l'emplacement des jardins Liciniani, une luxueuse demeure impériale en dehors de la cité de Rome. Cette résidence secondaire pris le nom de Palatium Licinianum et comprenait différents édifices qui permettaient à l'Empereur d’accueillir toute sa cour.
Sous le pontificat d'Urbain VIII (1623-1644), des recherches archéologiques (auxquelles participa Rodolfo Lanciani) eurent lieu à l'emplacement de l'ancien palais impérial. On y retrouva les sépultures de plusieurs Licinii à proximité de l'église de Santa Bibiana. Pendant les recherches, on retrouva aussi le Temple de Minerve Medica, ancienne nymphée longtemps confondu avec le Temple non retrouvé dont elle a pris le nom.

Lors de la construction du nouveau quartier de l'Esquilin entre 1875 et 1878, de nouveaux vestiges furent trouvés et transportés pour la plupart aux Musées du Capitole.

## Source de la traduction
- (it) Cet article est partiellement ou en totalité issu de l’article de Wikipédia en italien intitulé « Horti Liciniani » (voir la liste des auteurs).